# Spoorlijn Pons - Saujon
De spoorlijn Pons - Saujon is een gedeeltelijk opgebroken Franse spoorlijn van Pons naar Saujon. De volledige lijn was 36,0 km lang en heeft als lijnnummer 546 000.

## Geschiedenis
De lijn werd geopend door de Compagnie du chemin de fer de la Seudre op 29 augustus 1875. Personenvervoer werd opgeheven op 15 mei 1939. Goederenvervoer tussen Pons en Gémozac werd opgeheven in 1942 en tussen Gémozac en Saujon in december 2004.

## Aansluitingen
In de volgende plaatsen is of was er een aansluiting op de volgende spoorlijnen:
Pons
RFN 500 000, spoorlijn tussen Chartres en Bordeaux-Saint-Jean
RFN 500 311, raccordement Pons - Saujon
Saujon
RFN 544 000, spoorlijn tussen Saintes en Royan
RFN 545 000, spoorlijn tussen Saujon en La Grève

## Galerij

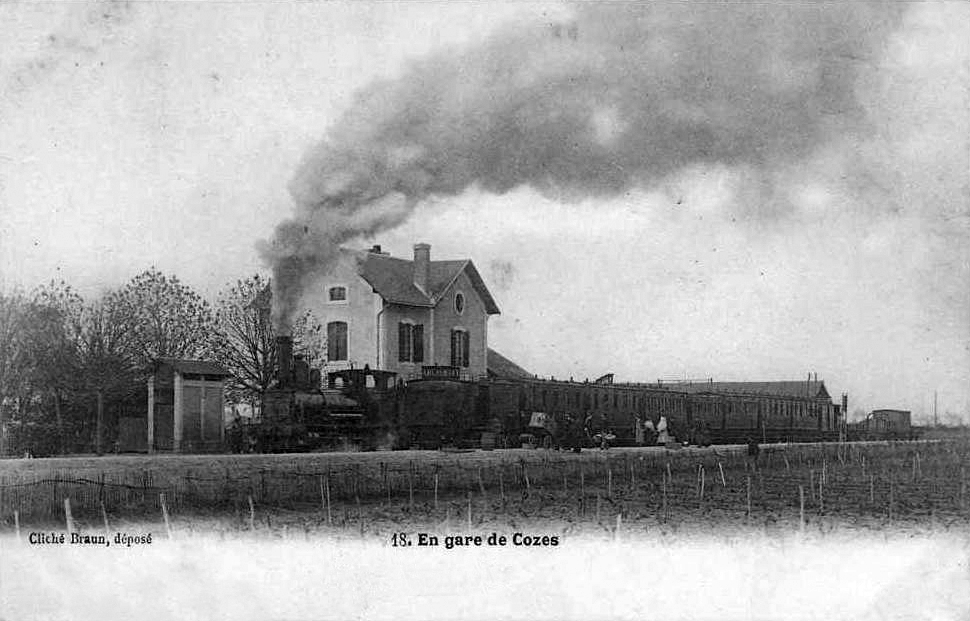
Station Cozes rond 1900
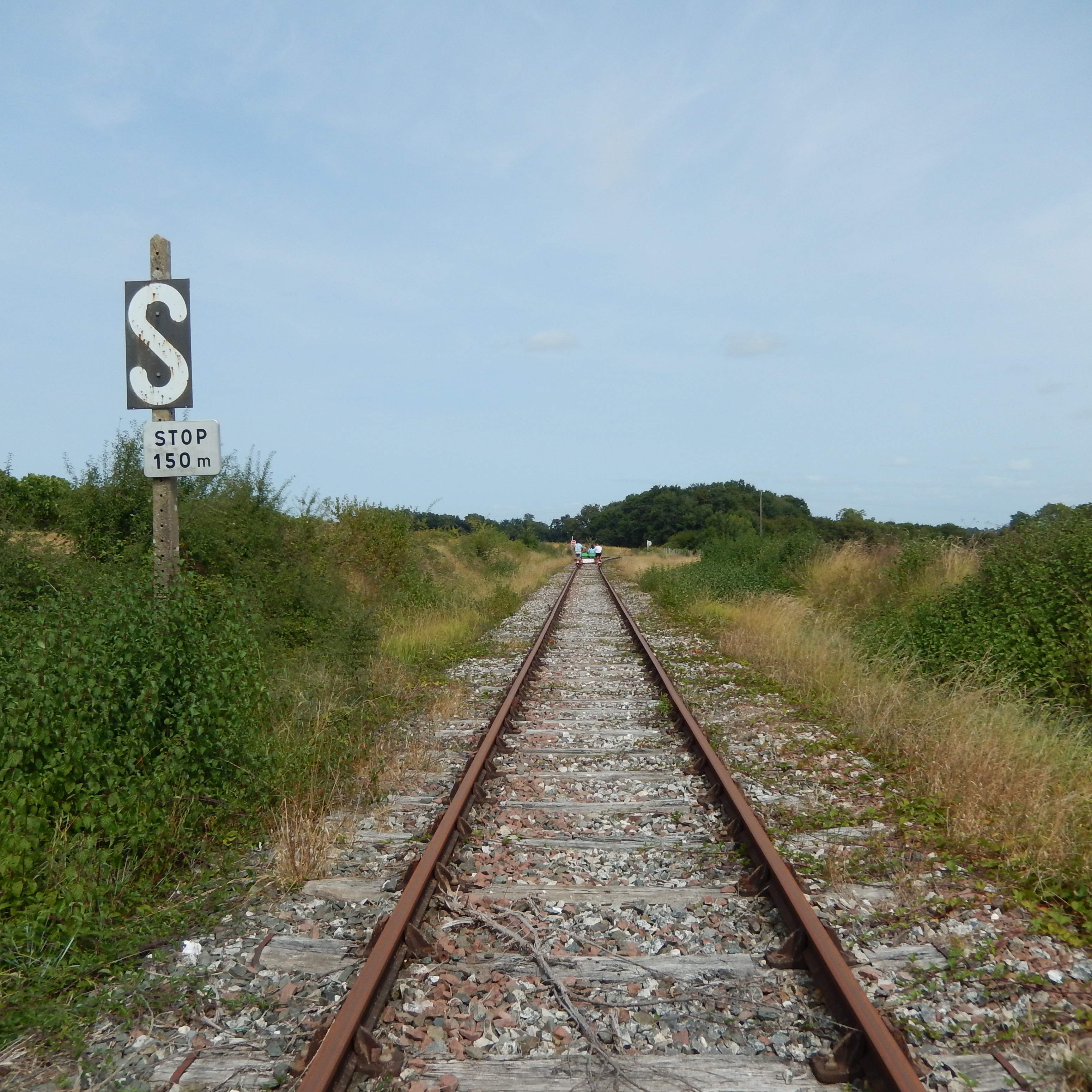
De lijn bij Cozes in 2018